# طبرسران

قفقاز در اواخر حکومت هشام بن عبدالملک خلیفهٔ اُمَوی (ق.) نام طبرسران را در کنار دربند و نزدیک مرز خزرها (زرد) و خلافت اموی (سبز) می‌توان یافت.

طَبَرْسَران یا طَبَسَران که در اصل طابَسَران بود یکی از ناحیه‌های تاریخی جنوب داغستان است.

## جغرافیا
طبرسران در شرق قفقاز و در جنوبی‌ترین ناحیهٔ داغستان قرار دارد. این ناحیه در حوضهٔ رود روباس — که از جنوب شهر دربند، به دریای خزر می‌ریزد — واقع شده است. مردمان طبرسران ترکیبی از کوهستان‌نشینانِ قفقاز و ایرانی‌تبارهای تات‌زبان هستند و به زبان طبرسرانی که یکی از زبان‌های قفقازی شمال شرقی است، صحبت می‌کنند. طبرسرانی‌ها در شهرستان‌های تاباسارانسکی، دربند و خیوسکی سکونت دارند.

## تاریخ
طبرسرانی‌ها از نخستین اقوام داغستان هستند که مسلمان شدند. «طبرسران‌شاه» — عنوان عمومی حاکمان باستانی طبرسران — پس از لشکرکشی مروان بن محمد (حاکم آذربایجان و ارمنیه: ۱۲۶–۱۱۴؛ بعدها خلافت با نام مروان دوم: ۱۳۲–۱۲۷) پرداختن خراج و اطاعت از دستگاه خلافت را پذیرفت. حاکمان طبرسران در سده‌های نخستین هجری، خودشان را از نجیب‌زادگان عرب دانسته و لقب «معصوم» داشتند. از سدهٔ چهارم هجری به بعد، طبرسران به‌ترتیب تحت حاکمیت امارت دربند و سپس دولت شروان‌شاهان قرار گرفت. طبرسران یکی از مناطق مهم قلمروی شروان‌شاهان محسوب می‌شد. شیخ حیدر صفوی رهبر طریقت صفویه و پدر شاه اسماعیل یکم — بنیان‌گذار ایران صفوی — در این ناحیه به سال ۸۹۳ ق. کشته شد. پیش از شیخ حیدر، پدرش شیخ جنید نیز در همان جا به سال ۸۶۴ ق. کشته شده بود.
در عصر جدید اولیه، امارت طبرسران پایه‌گذاری شد که تا جنگ‌های ایران و روسیه در دوره قاجار پابرجا بود.

## پی‌نوشت